# Hermann Rudolph Ferdinand Schreiber
Hermann Rudolph Ferdinand Schreiber ( 1811 - 1853) fue un botánico alemán.
- La abreviatura «Schreib.» se emplea para indicar a Hermann Rudolph Ferdinand Schreiber como autoridad en la descripción y clasificación científica de los vegetales.[1]